# Humberto de Bettencourt de Medeiros e Câmara
Humberto de Bettencourt de Medeiros e Câmara (Ponta Delgada, 31 de Janeiro de 1875 — Ponta Delgada, 23 de Dezembro de 1963), mais conhecido por Humberto Bettencourt, foi um intelectual e político açoriano, sócio fundador do Instituto Cultural de Ponta Delgada. Atuou como diretor do jornal O Correio Micaelense entre 1908 e 1910, durante o fim da monarquia portuguesa.. Em seguida, foi diretor da Escola Normal de Ponta Delgada.

## Biografia
Nascido em Ponta Delgada, irmão do conselheiro Luís Bettencourt de Medeiros e Câmara. Formou-se bacharel em Direito pela Universidade de Coimbra. Regressado aos Açores, optou por uma carreira de professor do ensino secundário no Liceu de Ponta Delgada e na Escola Normal de Ponta Delgada, dedicando-se à docência até falecer.
Desde cedo mostrou interesse pelo jornalismo e pela escrita. Em 1894, ainda estudante liceal, fundou com outros a revista Exoterismos, de Ponta Delgada, órgão dos simbolistas. Enquanto estudante em Coimbra, acamaradou com Afonso Lopes Vieira, Eugénio de Castro e Carlos Mesquita, cultivando o seu pendor para a poesia. Contudo, acabou por se afastar do simbolismo.
Após o seu regresso à ilha de São Miguel, converteu-se ao neogarretismo e, mais tarde, ao nacionalismo literário e dedicou boa parte da sua vida ao jornalismo. Nos período final da Monarquia Cosntitucional, entre 1908 e 1910, dirigiu o Correio Micaelense, o órgão do Partido Progressista na ilha de São Miguel.
Para além de importante participação na vida política, com forte participação nas lutas autonómicas, foi dedidicado às causas intelectais. Foi sócio fundador e primeiro presidente da direcção do Instituto Cultural de Ponta Delgada.
A sua obra poética permanece na sua maioria dispersa, embora tenha sido publicada uma antologia em 1955, intitulada A Ilha Nova e Outras Rimas Esparsas.